# Barhabise (Sindhupalchok)
Barhabise (Nepali बाह्रबिसे) ist eine Kleinstadt und ein Village Development Committee in Zentral-Nepal im Distrikt Sindhupalchok.
Barhabise liegt am oberen Flussabschnitt des Sunkoshi. Der Araniko Highway, eine wichtige Fernstraße von Kathmandu zur chinesischen Grenze, passiert den Ort.
Bei der Volkszählung 2011 hatte Barhabise 7117 Einwohner (davon 3519 Männer) in 1683 Haushalten.